# 순우
순우(淳祐, 1241년 ~ 1252년)는 남송 이종(理宗) 조윤(趙昀)의 다섯번째 연호이다. 12년 가량 사용하였다.
북송 인종(仁宗)의 연호 가우(嘉祐)와 남송 효종(孝宗)의 연호 순희(淳熙)를 한 글자 씩 따서 만든 연호이다.

## 개원
- 가희(嘉熙) 4년 10월 3일[2](율리우스력 1240년 10월 19일)에 연호를 순우(淳祐)로 정하고, 다음 해 1월 1일[3](율리우스력 1241년 2월 13일)에 개원함.[4][5][6][7]

- 순우(淳祐) 12년 9월 1일[8](율리우스력 1252년 10월 5일)에 연호를 보우(寶祐)로 정하고, 다음 해 1월 1일[9](율리우스력 1253년 1월 31일)에 개원함.[10][11][6][7]

## 연대 대조표
| 순우 | 서기(西紀) | 간지(干支) |
| 원년 | 1241년     | 신축(辛丑) |
| 2년  | 1242년     | 임인(壬寅) |
| 3년  | 1243년     | 계묘(癸卯) |
| 4년  | 1244년     | 갑진(甲辰) |
| 5년  | 1245년     | 을사(乙巳) |
| 6년  | 1246년     | 병오(丙午) |
| 7년  | 1247년     | 정미(丁未) |
| 8년  | 1248년     | 무신(戊申) |
| 9년  | 1249년     | 기유(己酉) |
| 10년 | 1250년     | 경술(庚戌) |
| 순우 | 서기(西紀) | 간지(干支) |
| 11년 | 1251년     | 신해(辛亥) |
| 12년 | 1252년     | 임자(壬子) |

## 동시대 연호

### 중국
대리국(大理國)
- 도륭(道隆) (1239년 ~ 1251년)
- 천정(天定) (1251년 ~ 1254년)

### 베트남
- 티엔응찐빈(天應政平) (1232년 ~ 1251년)
- 응우옌퐁(元豊) (1251년 ~ 1258년)

### 일본
- 닌지(仁治) (1240년 ~ 1243년)
- 간겐(寬元) (1243년 ~ 1247년)
- 호지(寶治) (1247년 ~ 1249년)
- 겐초(建長) (1249년 ~ 1256년)

## 같이 보기
- 중국의 연호 목록